# Bisdom Luiza
Het bisdom Luiza (Latijn: Dioecesis Ludovicana) is een rooms-katholiek bisdom in Congo-Kinshasa met als zetel Luiza (Kathedraal Sint-Vincentius). Het is een suffragaan bisdom van het aartsbisdom Kananga en werd opgericht in 1967. 
Het bisdom werd op 26 september 1967 afgesplitst van het toenmalige aartsbisdom Luluaburg (nu Kananga). De paters van Scheut waren actief in Luiza. De eerste bisschop was Bernard Mels, C.I.C.M., die er in 1961 de Congregatie van de Zusters van het Onbevlekt Hart van Maria van Luiza heeft opgericht. Deze congregatie van vrouwelijke religieuzen is actief in het onderwijs, de gezondheidszorg en de emancipatie van vrouwen en telde in 2019 124 leden en was actief in verschillende bisdommen in Congo-Kinshasa. 
In 2016 telde het bisdom 45 parochies. Het bisdom heeft een oppervlakte van 33.524 km2 en telde in 2016 2.385.000 inwoners waarvan 68,7% rooms-katholiek was. 

## Bisschoppen
- Bernard Mels, C.I.C.M. (1967-1970)
- Godefroid Mukeng’a Kalond, C.I.C.M. (1971-1997)
- Léonard Kasanda Lumembu, C.I.C.M. (1998-2014)
- Félicien Mwanama Galumbulula (2014- )